# AIS satelital
El AIS satelital (Satellital AIS o SatAIS) consigue la localización de buques mediante el emisor Automatic Identification System (AIS) y un receptor situado en un satélite de órbita baja.
Actualmente está siendo desarrollado por diversos países, donde cabe destacar la iniciativa llevada a cabo por ORBCOMM y el departamento de guardacostas de EE. UU. (USCG). La empresa española Hisdesat colabora en un proyecto similar formando parte del consorcio exactEarth.